# جيسيكا سانت كلير
جيسيكا سانت كلير (بالإنجليزية: Jessica St. Clair)‏ هي كاتبة سيناريو وممثلة أمريكية، ولدت في 21 سبتمبر 1977 في وستفيلد في الولايات المتحدة.

## أعمال

### أفلام
- (2011) الإشبينات[4]

## وصلات خارجية
- جيسيكا سانت كلير على موقع IMDb (الإنجليزية)
- جيسيكا سانت كلير على موقع ميوزك برينز (الإنجليزية)
- جيسيكا سانت كلير على موقع قاعدة بيانات الفيلم (الإنجليزية)